# China Huaneng Group
China Huaneng Group Company Limited (сокращённо CHNG, Китайская корпорация «Хуанэн») — китайская государственная энергетическая компания, входит в «большую пятёрку» электрогенерирующих компаний страны (наряду с China Huadian Corporation, China Guodian Corporation, China Datang Corporation и State Power Investment Corporation), а также в число крупнейших компаний Китая. Основана в 1989 году, штаб-квартира расположена в пекинском районе Сичэн.

## История
В 1989 году была учреждена холдинговая China Huaneng Group Corporation, которой Комитет государственного планирования передал ряд компаний (в том числе Huaneng Coal Corporation). Изначально China Huaneng Group переоборудовала старые нефтяные электростанции на уголь, подчиняясь одновременно и Министерству энергетики Китая, и Госплану. В 1994 году China Huaneng Group основала свою крупнейшую дочернюю компанию Huaneng Power International; в 1995 году Huaneng Coal Corporation стала самостоятельной структурой и была переименована в Shenhua Group.
В 1996 году на базе активов расформированного Министерства энергетики Китая был создан государственный конгломерат State Power Corporation of China, в состав которого вошла и China Huaneng Group. В 2002—2003 годах State Power Corporation of China была ликвидирована, её преемниками стали самостоятельные государственные сетевые компании State Grid Corporation of China и China Southern Power Grid, а также генерирующие компании China Huaneng Group, China Guodian Corporation, China Huadian Corporation, China Datang Corporation и China Power Investment Corporation.
В 2003 году была основана дочерняя финансовая компания Huaneng Capital Services. В декабре 2003 года China Huaneng Group приобрела за 227 млн долл. США 50 % акций австралийской энергетической компании OzGen (остальными 50 % владела компания InterGen); на момент покупки OzGen контролировала две угольные ТЭС в Квинсленде.
В 2005 году China Huaneng Group приобрела у правительства Внутренней Монголии 51 % акций компании North United Power Corporation, которая, в свою очередь, контролировала листинговую компанию Inner Mongolia Mengdian Huaneng Thermal Power.
В 2006 году благодаря инвестициям Huaneng Langcang River Hydropower (50 %) и Yunnan Hexing Investment and Development (34 %) была основана компания Yunnan United Power Development, которая вскоре приступила к строительству ГЭС на реке Швели в Мьянме (китайской стороне принадлежало 80 % в совместном предприятии Shweli I Hydropower Co.).
Весной 2008 года China Huaneng Group приобрела у Temasek Holdings 100 % акций сингапурской энергетической компании Tuas Power за 3,04 млрд долл. США и вскоре передала этот пакет своей дочерней компании Huaneng Power International. В 2009 году Huaneng Power International поглотила другую листинговую компанию группы — Shandong Huaneng Power Development.
Весной 2011 года компания Overseas International Industrial (совместное предприятие китайских China Huaneng Group и Guangdong Yudean Group) приобрела 50 % акций американской энергетической группы InterGen у индийского конгломерата GMR Group за 1,23 млрд долларов; на момент покупки InterGen владела 11 газовыми, угольными и ветряными электростанциями, а также газопроводами и компрессорными станциями в Великобритании, Австралии и Мексике. В июне 2011 года дочерняя Huaneng Renewables Corporation (оператор ветряных электростанций) вышла на Гонконгскую фондовую биржу.
К концу 2012 года China Huaneng Group имела 28,3 ГВт установленной мощности «чистой» энергетики, что составляло 20,95 % от общего объема мощностей компании; общая установленная мощность гидроэлектростанций превышала 14 ГВт, а ветряных станций — 8,48 ГВт; мощности по добыче угля достигли 78,17 млн тонн в год; угольные шахты компании поставили на электростанции CHNG 37,22 млн тонн угля; три судоходные компании группы перевезли в общей сложности 40,23 млн тонн угля. В 2017 году дочерняя компания Huaneng Lancang River Hydropower Inc. (Юньнань) вышла на Шанхайскую фондовую биржу.
По состоянию на 2020 год общая установленная мощность электростанций компании составила 197,33 ГВт, мощности по добыче угля — 85 млн тонн в год, а совокупные активы группы составили около 1,2 трлн юаней. В 2021 году China Huaneng Group заняла 248-е место в рейтинге Fortune Global 500; в 2024 году Huaneng Power International заняла 683-е место в рейтинге Forbes Global 2000.

## Деятельность
China Huaneng Group занимается строительством и эксплуатацией тепловых, атомных, гидро, ветряных и солнечных электростанций; инвестициями в энергетические активы, охрану окружающей среды и недвижимость; продажей электроэнергии и тепловой энергии клиентам; угольным бизнесом (добыча, транспортировка и переработка); финансовыми, транспортными и логистическими услугами; исследованиями в области возобновляемых источников энергии.
Основными активами China Huaneng Group являются шесть листинговых компаний: Huaneng Power International, Huaneng Lancang River Hydropower, Huaneng Renewables Corporation, Inner Mongolia Mengdian Huaneng Thermal Power Corporation, Shandong Xinneng Taishan Power Generation и China Great Wall Securities. Кроме того, Huaneng Power International является вторым по величине акционером публичной компании Shenzhen Energy Group (крупнейшая энергокомпания города Шэньчжэнь).

## Структура
В состав China Huaneng Group входит более 500 дочерних и аффилированных структур:
Листинговые компании
- Huaneng Power International или HPI (Пекин) — производство электроэнергии и тепла; основана в 1994 году, на конец 2022 года установленная мощность электростанций составляла 127,2 ГВт; по состоянию на 2023 год имела свыше 57 тыс. сотрудников, продажи составляли 245,93 млрд гонк. долл., чистая прибыль — 8,35 млрд гонк. долл., активы — 550,31 млрд гонк. долларов[22][23][24][25].
- Huaneng Lancang River Hydropower (Куньмин) — развитие каскада ГЭС на реке Меконг в провинции Юньнань, а также инвестиции в ГЭС в странах Юго-Восточной Азии; основана в 2001 году, по состоянию на 2023 год имела свыше 5 тыс. сотрудников, продажи составляли 23,46 млрд юаней, чистая прибыль — 7,63 млрд юаней, активы — 195,24 млрд юаней[26][27][28][29][30].
- Inner Mongolia Mengdian Huaneng Thermal Power Corporation (Хух-Хото) — производство электроэнергии и тепла, добыча и переработка угля в автономном районе Внутренняя Монголия; основана в 1994 году, по состоянию на 2023 год имела свыше 5,8 тыс. сотрудников, продажи составляли 22,34 млрд юаней, чистая прибыль — 2 млрд юаней, активы — 39,48 млрд юаней[31][32][33][34].
- China Great Wall Securities (Шэньчжэнь) — финансовые операции с ценными бумагами; основана в 1996 году, по состоянию на 2023 год имела 3,2 тыс. сотрудников, продажи составляли 4,68 млрд юаней, чистая прибыль — 1,43 млрд юаней, активы — 115,64 млрд юаней[35][36].
- Shandong Xinneng Taishan Power Generation (Нанкин) — производство электроэнергии, силовых кабелей и энергетического оборудования, операции с недвижимостью, развитие промышленных парков и оптовая торговля; основана в 1994 году, по состоянию на 2023 год имела 0,7 тыс. сотрудников, продажи составляли 1,33 млрд юаней, активы — 5,28 млрд юаней[37][38][39].
- Huaneng Renewables Corporation (Пекин) — развитие ветряной и солнечной энергетики; основана в 2002 году[40][41].

Региональные отделения
- CHNG Northeast (Шэньян)
- CHNG East China (Шанхай)
  - CHNG Jiangsu (Нанкин)
  - CHNG Zhejiang (Ханчжоу)
  - CHNG Fujian (Фучжоу)
  - CHNG Anhui (Хэфэй)
  - CHNG Jiangxi (Наньчан)
- CHNG South China (Гуанчжоу)
  - CHNG Guangxi (Наньнин)
  - CHNG Hong Kong (Гонконг)
- CHNG Central China (Ухань)
  - CHNG Henan (Чжэнчжоу)
  - CHNG Hunan (Чанша)
- CHNG Hebei (Шицзячжуан)
- CHNG Shanxi (Тайюань)
- CHNG Chongqing (Чунцин)
- CHNG Guizhou (Гуйян)
- CHNG Qinghai (Синин)

Электрогенерация
- Huaneng Heilongjiang Power Generation (Харбин)
- Huaneng Jilin Power Generation (Чанчунь)
- Huaneng Shandong Power Generation (Цзинань)
- Huaneng Shaanxi Power Generation (Сиань)
- Huaneng Tibet Power Generation (Лхаса)
- Huaneng Hainan Power Generation (Хайкоу)
- North United Power Corporation (Хух-Хото)
  - Inner Mongolia Mengdian Huaneng Thermal Power Corporation (Хух-Хото)

Гидроэнергетика 
- Huaneng Lancang River Hydropower (Куньмин)
  - ГЭС Хуандэн (Ланьпин)
  - ГЭС Ночжаду (Нинъэр)
  - Yunnan United Power Development
- Huaneng Sichuan Hydropower (Чэнду)

Атомная энергетика 
- Huaneng Shandong Shidaowan Nuclear Power (Вэйхай) 
  - АЭС Шидаовань (Жунчэн)[42][43]
- Huaneng Nuclear Power Development (Хайнань)
  - АЭС Чанцзян (Чанцзян) — совместное предприятие China National Nuclear Corporation и China Huaneng Group[44][45]

Угольная и химическая промышленность
- Huaneng Hulun Buir Energy Development (Хулун-Буир)[46]
- Huaneng Ningxia Energy Development (Иньчуань)
- Huaneng Gansu Energy Development (Ланьчжоу)
- Huaneng Xinjiang Energy Development (Урумчи)
- Huating Coal Group (Пинлян)[47]
- China Huaneng Group Fuel (Пекин)[48]

Финансовые услуги
- Huaneng Capital Services (Пекин)[49]
  - Huaneng Guicheng Trust Corporation (Гуйян)[50]

Транспорт и логистика
- Huaneng Energy & Communications Holdings (Пекин)[51]
- Huaneng Time Shipping (Шанхай)[52]
- Huaneng Ruining Shipping (Шанхай)
- Huaneng Ruitong Shipping (Циндао)
- CHNG Caofeidian Port (Цаофэйдянь)

Другие структуры
- Huaneng Hainan Industrial Company (Хайкоу)
- CHNG Human Resource (Пекин)
- Институт экономических исследований (Пекин)
- Исследовательский институт чистой энергетики (Пекин)
- Исследовательский институт тепловой энергетики (Сиань)
- Центр информационных технологий Huaneng Group (Пекин)
- Партийная школа Huaneng Group (Пекин)

Зарубежные активы
China Huaneng Group и её дочерние структуры (включая Huaneng Power International) инвестировали в строительство ГЭС в Камбодже и Мьянме, ТЭС в Сингапуре, Австралии, Пакистане и Великобритании, а также в добычу угля в Австралии. Крупнейшими зарубежными активами группы являются британская энергетическая компания InterGen (совместное предприятие China Huaneng Group и Пенсионного фонда учителей провинции Онтарио) и сингапурская энергетическая компания Tuas Power.